# Jan Kostěnec
Jan Kostěnec (3. srpna 1834 Bílá Hůrka – 12. dubna 1905 Královské Vinohrady) byl český malíř, ilustrátor a středoškolský pedagog.

## Život
Jan Kostěnec se narodil v malebné jihočeské osadě Bílá Hůrka. Jeho otec Tomáš Kostěnec byl bělohůrským učitelem. Obecnou školu vychodil v rodišti a středoškolské vzdělání absolvoval v Praze na piaristické reálce v Panské ulici. Velký vliv na jeho umělecký vývoj měli jeho vyučující, kterými byli tehdy ještě suplenti např. prof. kreslení P.Mužák, architekt J.Niklas, dějepisci K.V.Zap a A.Gindely. V roce 1852 nastoupil k dalšímu studiu na pražskou malířskou akademii. Výuku absolvoval zprvu u prof. Ch. Rubena. V letech 1856-1861 ve studiu pokračoval u prof. Eduarda von Engertha. Po absolvování malířského studia se rozhodl pro pedagogickou dráhu profesora kreslení. Ponejprv působil na reálném gymnáziu v Praze a následně už natrvalo ve východočeských Pardubicích. Ve své umělecké tvorbě se věnoval žánrové malbě, historickým motivům a byl i vyhledávaným portrétistou. Ilustroval některé učebnice dějepisu pro měšťanské a průmyslové školy a ilustroval „Českomoravskou kroniku“ dějepisce K.V.Zapa. V letech 1858-1877 pravidelně vystavoval na výstavách Krasoumné jednoty v Praze. C.k. profesor a malíř Jan Kostěnec zemřel na Královských Vinohradech 12. dubna 1905 a pohřben je pražském Vyšehradském hřbitově.

## Galerie

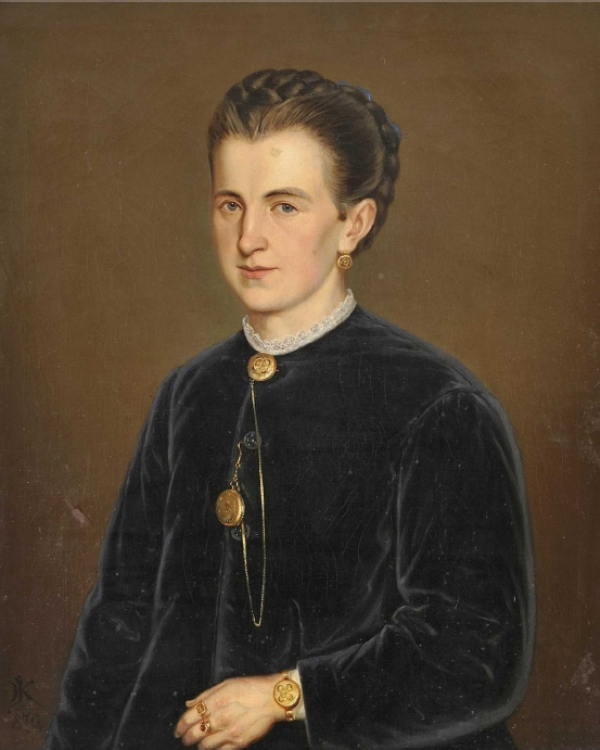
Jan Kostěnec - portrét choti malíře Jana Kostěnce (1870)
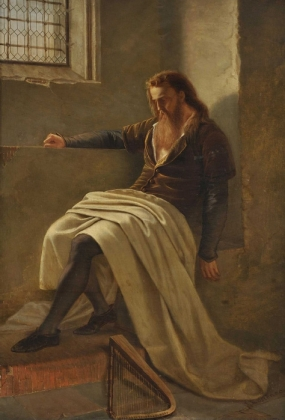
Jan Kostěnec - Sardinský král Enzio ve vězení (1858)
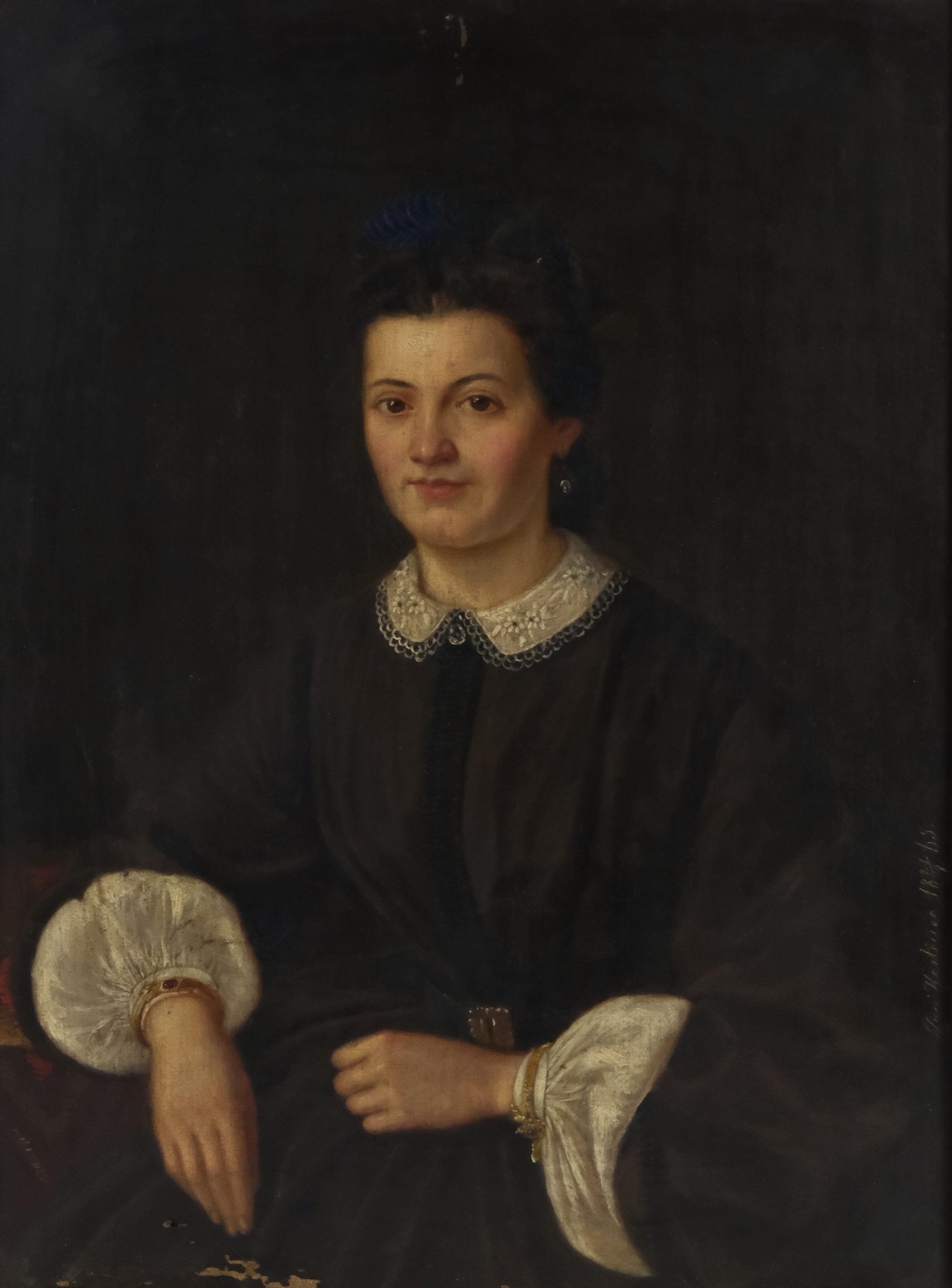
Portrét neznámé dívky  (olej na plátně) 1865